# 緑のカーテン

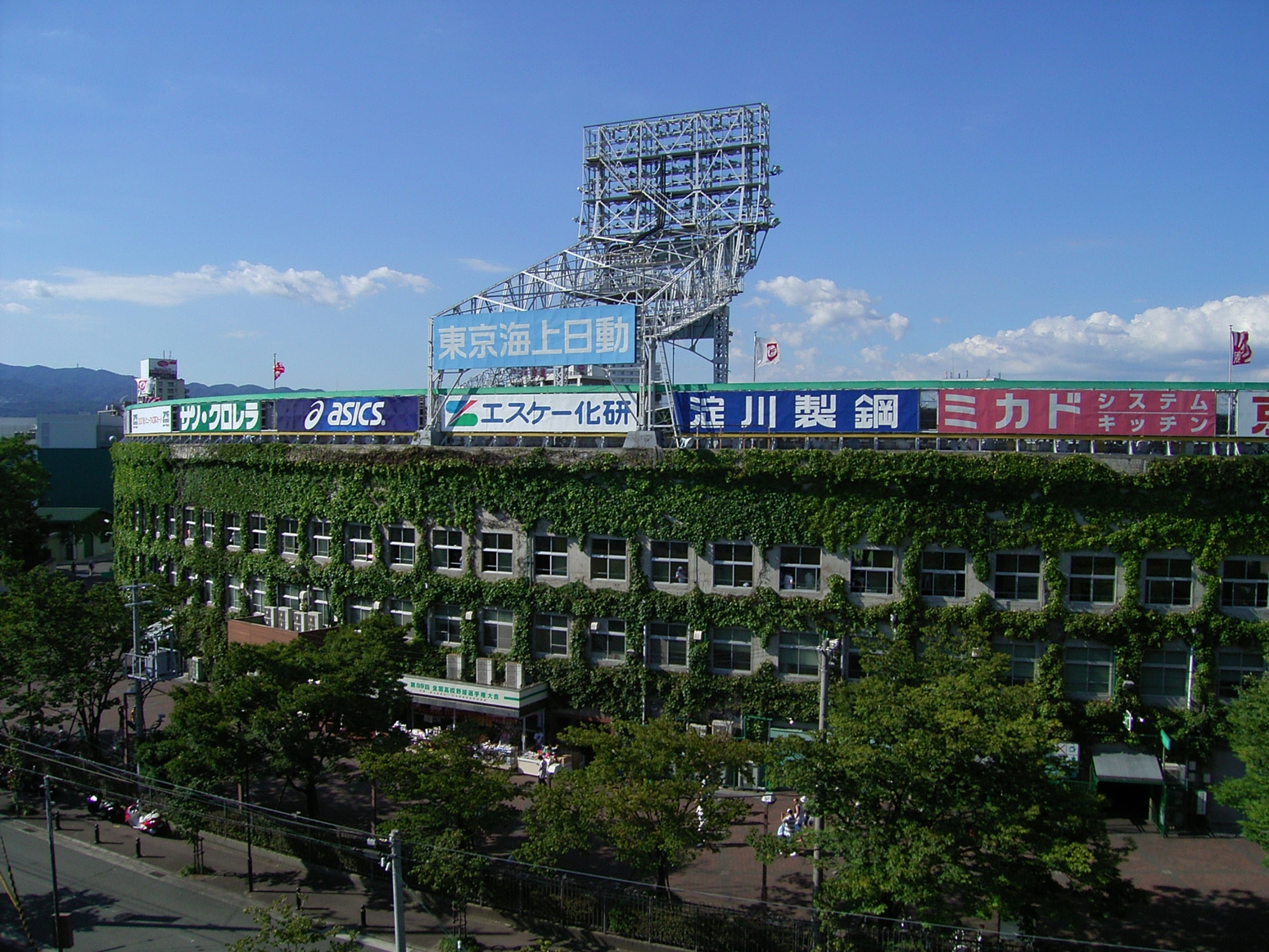
甲子園球場の緑のカーテン（2007年）

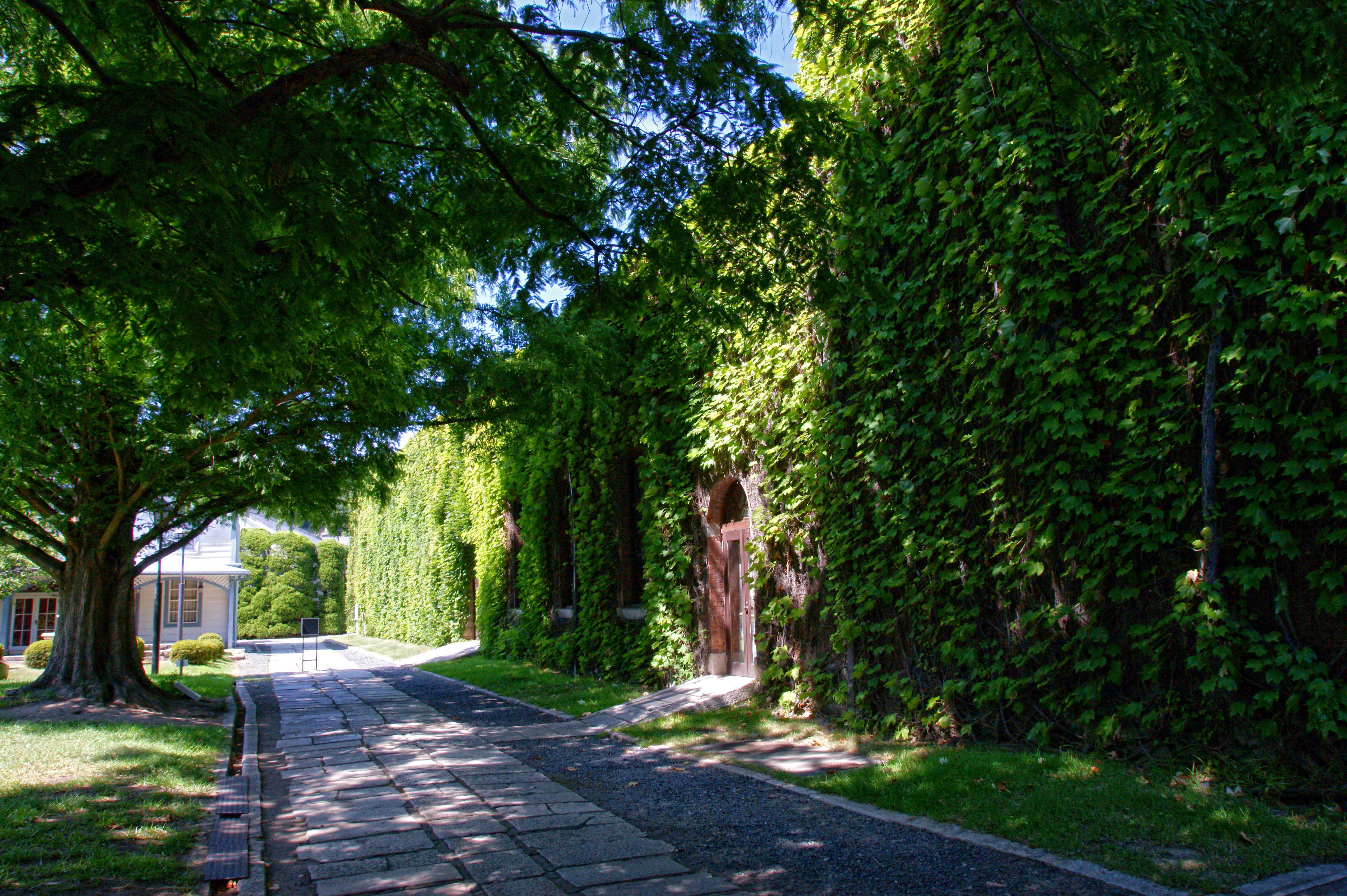
倉敷アイビースクエアの緑のカーテン

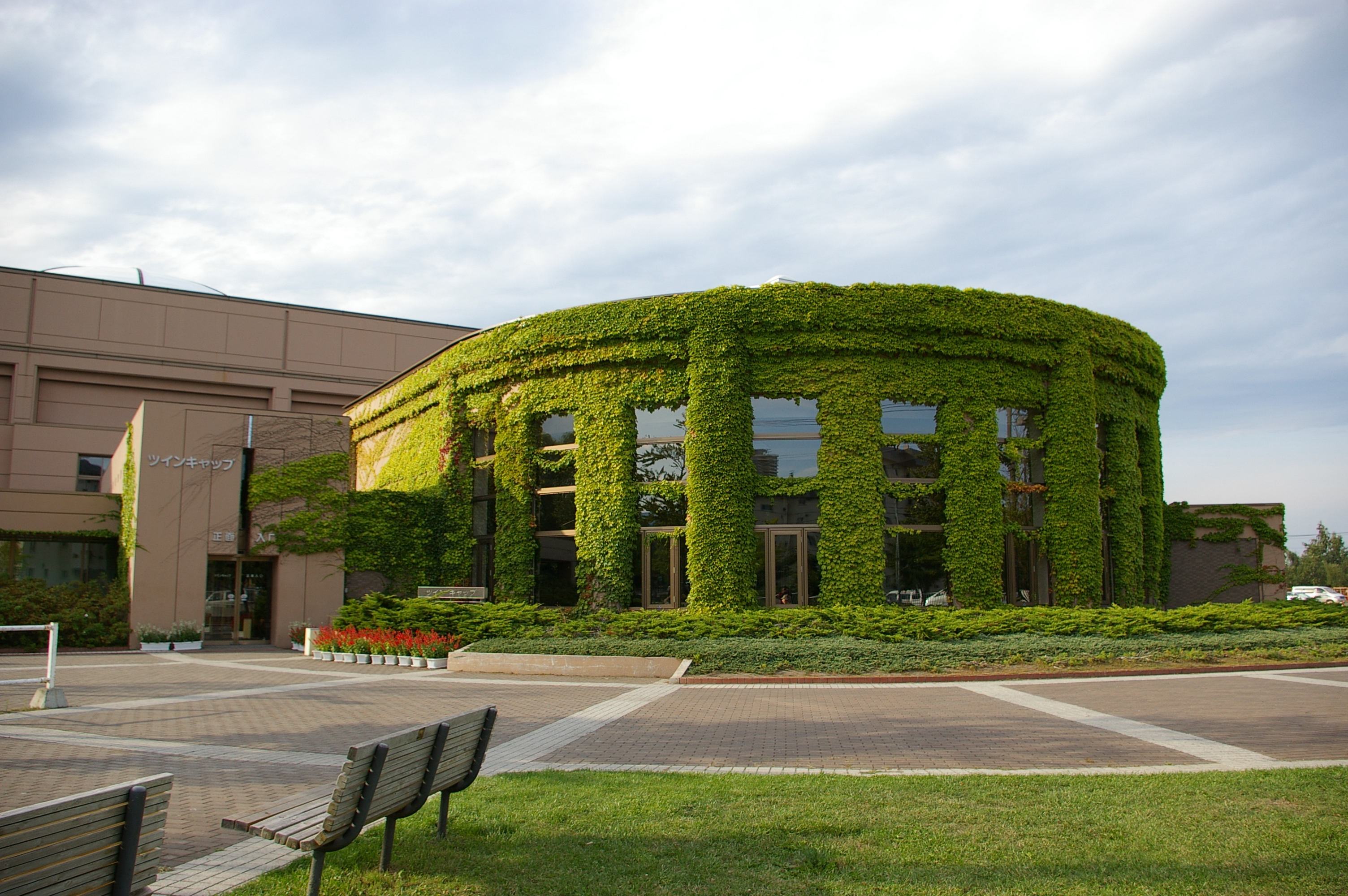
北海道札幌市西区農試公園の緑のカーテン

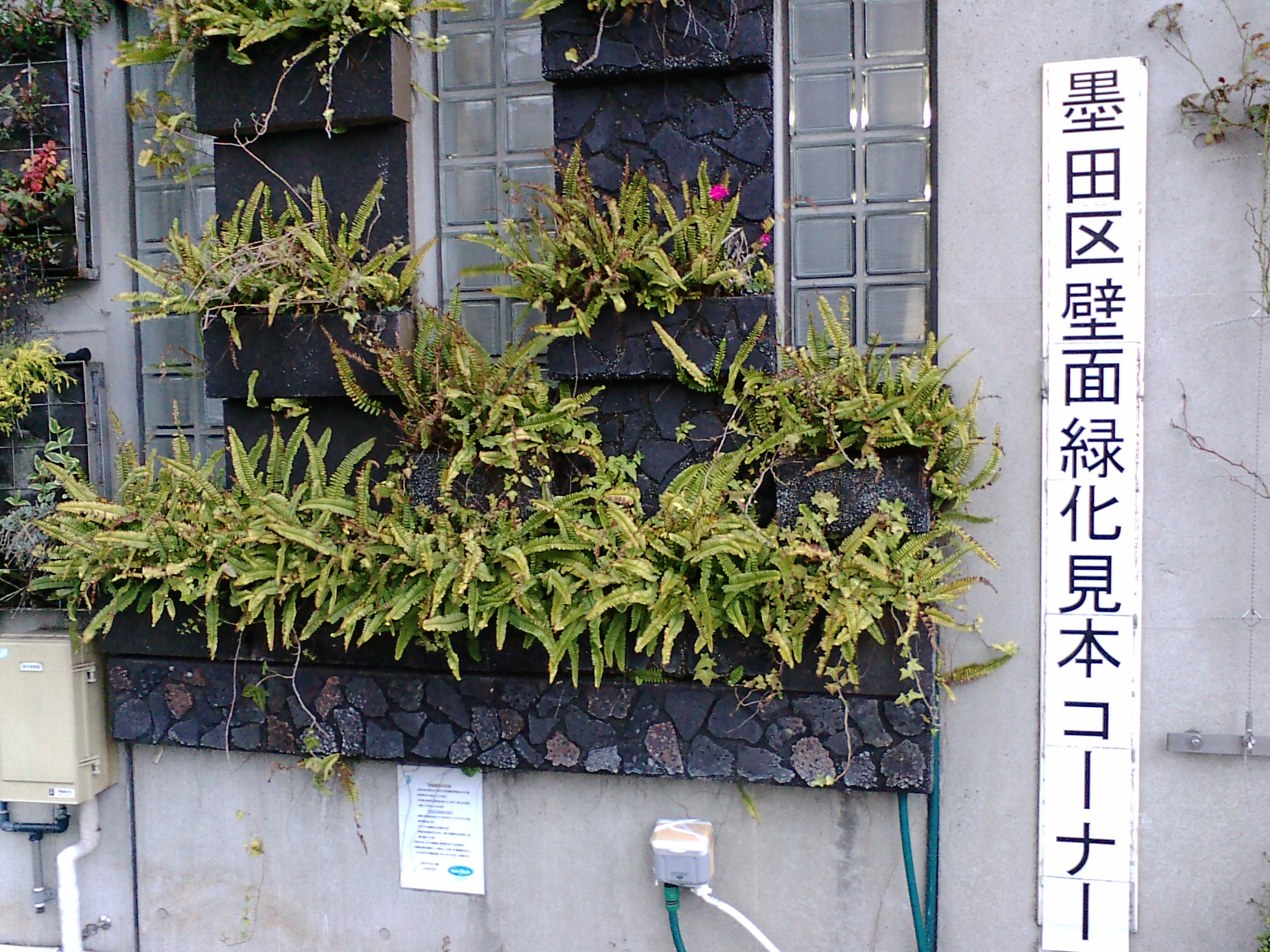
墨田区の壁面緑化運動の例 (2008年3月）

緑のカーテン（みどりのカーテン）とは、植物を建築物の外側に生育させることにより、建築物の温度上昇抑制を図る省エネルギー手法である。または、そのために設置される生きた植物を主体とした構造物である。
その効果としては、窓をおおうように設置されることによりカーテンとしての遮光のほかに、建築物の外壁により蓄積された熱の軽減や、植物の蒸散作用（じょうさんさよう）の時に発生する気化熱によって周囲の温度を抑制したり、植物の光合成の過程で発生する二酸化炭素を吸収して地球温暖化の緩和をしたり、酸性雨や紫外線や急激な温度変化による外壁の劣化を軽減したりすることも考えられる。そして植物の観賞や果実の収穫も期待されている。
また、木などで日差しを防ぐ物をグリーンカーテンともいう。
環境技術としては壁面緑化（へきめんりょくか）にあたるもので、「緑のカーテン」という呼称は、個人や市民ベースの省エネルギー運動の範囲での比較的小規模な構造物を指すことが多い。そして大規模な壁面緑化には、外壁に直接植栽する手法などもあるが、「緑のカーテン」と言った場合には、つる植物などを窓を覆うように繁茂させたカーテン状の構造物を指すことが多い。

## 歴史
歴史的には、遮光・目隠しの効果を有するものが古くから用いられてきた。日本では、夏の風物詩でもあるすだれ、店舗や家庭で使われる暖簾といったものがあり、外国でもカーテン、ブラインド等が存在する。特にブラインドについては、エジプトの初期王朝から使われていた。しかし、これらはすだれを除き室内に用いられることが一般的であり、素材は加工品かつ無生物であるため、日光が当たり続けると熱を持ち、熱放射が起こるという欠点がある。こうした欠点を補う方法として、外断熱であり、生きた植物体を使用することにより気化熱による継続的な温度抑制が期待できる緑のカーテンが利用される。家庭をはじめ学校や公的機関でも用いられている。

## 概要
打ち水に似た原理である。夏季高温時において、太陽光の遮断と断熱、および植物葉面からの蒸散による気化熱を利用して、建築物の温度上昇を抑えることを主な目的とするが、居住環境整備としての遮光や目隠し、植物の鑑賞も目的の内である。また、地球温暖化対策の一環として、植物の生体活動による大気中の二酸化炭素の減少を期待する向きもある。太陽光が建築物内部に入射することを抑えるため、窓を覆うように設置されるのが基本であるが、建物全体を覆えば外壁の蓄熱を防止したり、日射による急激な温度変化や酸性雨、紫外線がもたらす外壁の劣化予防にも繋がる。窓を覆う場合は防犯や光害、バードストライクの防止が期待できる。また煤塵や花粉などのエアロゾルの吸着効果もあり、特にヘデラにその効果が高い。
植物は主につる植物が用いられ、支柱に絡ませたり外壁やネットに這わせたりして栽培する。
秋には葉を落とす落葉性の植物が用いられることが多い。
常緑性の植物も利用できるが、その場合は冬季も遮光効果を発揮してしまうという難点がある。遮光の目的から、葉がよく茂り高く這い登るツタやキヅタなどの植物が多く選ばれるが、家庭や学校では、鑑賞や生育観察、収穫等の目的を兼ねてアサガオやキュウリ、トマトなども使われる。最近では、比較的病害虫に強く栄養価も高いことなどからツルレイシ（ニガウリ、ゴーヤー）も用いられている。栽培される植物は、一年草ではヘチマ、キュウリ、アサガオ、ユウガオ、ツルムラサキ、オカワカメ、フウセンカズラ、ルコウソウ、インゲンマメなど、多年草ではキウイ、クレマチス、フジ、ブドウ、ヤマノイモ、トケイソウ（パッションフルーツ）、アケビ、ホップ（セイヨウカラハナソウ）などである。沖縄などの暖地では熱帯性のつる性植物の利用が期待できる。

## 教材としての扱い
環境省の学校等エコ改修・環境教育モデル事業の一環として緑のカーテンを導入する学校もある。カーテン面積の計算や二酸化炭素の吸収量の概算といった直接的な内容から、土作りや灌漑などの理科的内容、地球環境問題や持続可能性といった社会的なテーマまで、学校により多岐に渡る内容の教育が展開されている。

## 注意点
- 支柱や外壁の強度が不足していると、途中で折れたり破損する場合がある。また台風などがもたらす強風によって飛ばされ、周囲に被害を及ぼすことがある。
- 生育期間中は蚊などの不快な昆虫が発生、または多く集まることがあり、マンション等では近隣の迷惑になる場合がある[7]。また、やむを得ず農薬を使用しなければならない際にも同様。
- エアコンの室外機周辺に設置した場合、熱交換効率の低下や火災の原因になる場合がある。逆にカーテンを構成する植物の生育が悪くなったりすることがある。
- 建物の壁面に直接植物を這わせた場合、壁面が保持する水分量や水の滞留時間が増すため、雨水の水質によっては壁などの劣化が促進される。
- 植物の根は根酸と呼ばれる有機酸を分泌し、土壌や岩などの風化を促進する場合がある。この風化や水による劣化もありコンクリート、モルタル、煉瓦、コンクリートブロックなどの壁や塀に根が張るのを避けたほうが良い。また根には菌類が付着しやすく、これが付近の水分のpHを低下させる事がある。
- 外壁内部に侵入した根の成長により、壁面を物理的に破壊する可能性がある。
- 壁面緑化や屋上緑化の施工技術者の資格として、屋上緑化コーディネーターがある。

## 導入例

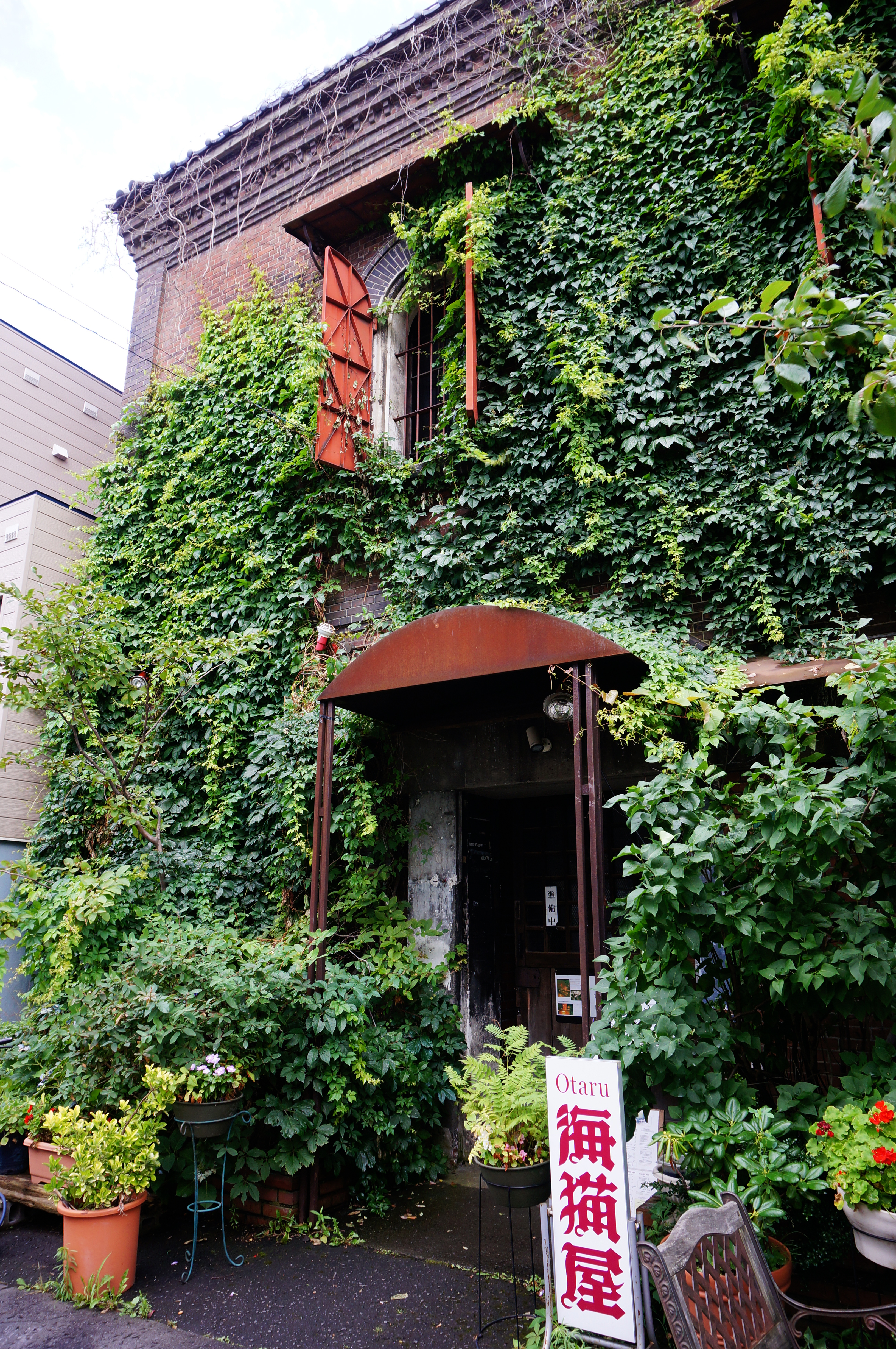
レストラン「海猫屋」（北海道小樽市）
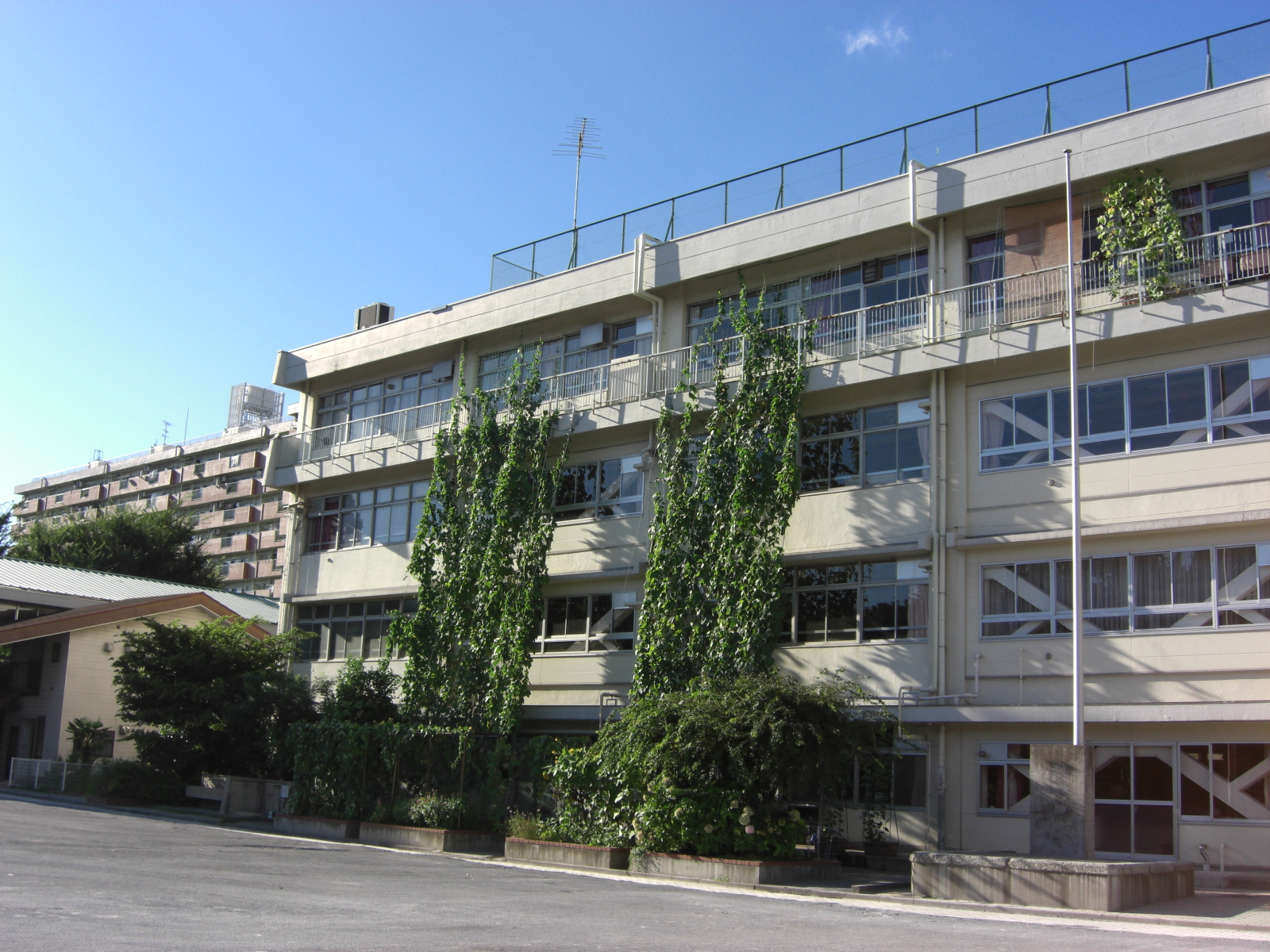
東京都板橋区立高島第五小学校遠景
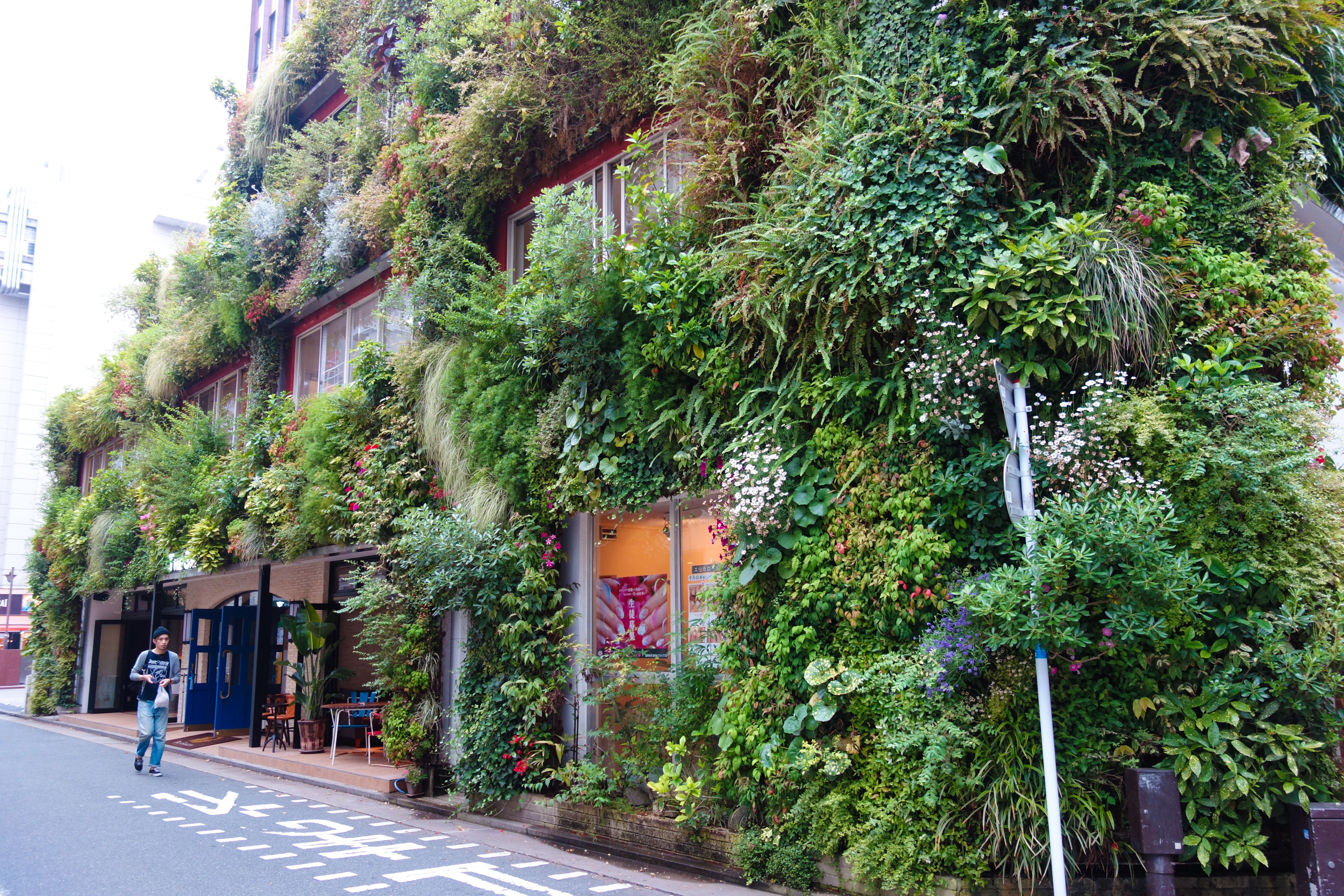
デイトンビル「壁庭」 （福岡市中央区）
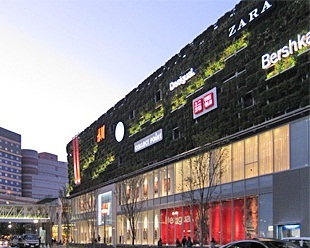
キャナルシティ博多 （福岡市博多区）
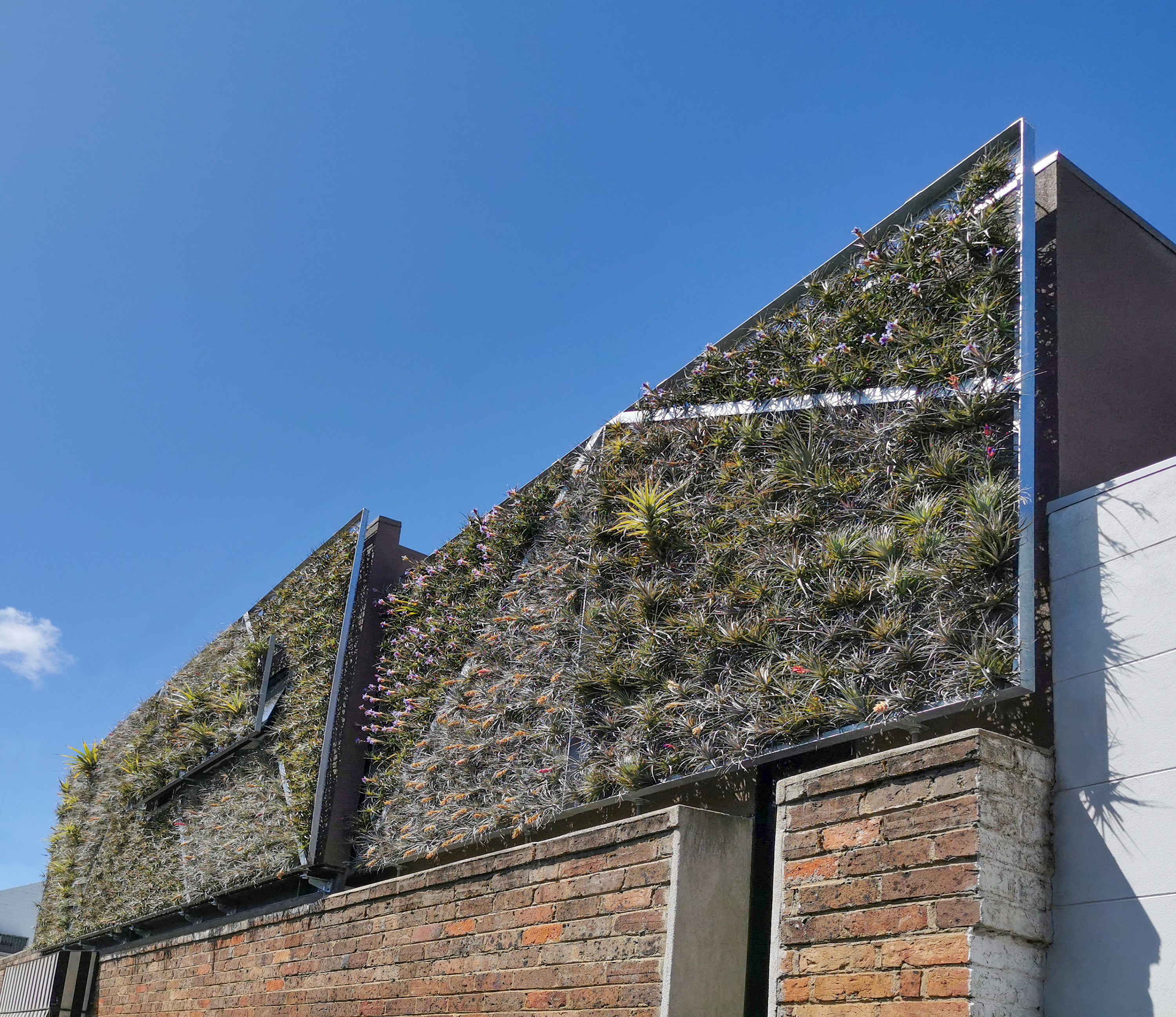
エアープランツ（チランジア）を使用した例 （オーストラリア、メルボルン）